# Hylocomium interruptum
Hylocomium interruptum là một loài Rêu trong họ Hylocomiaceae. Loài này được (Brid.) Margad. mô tả khoa học đầu tiên năm 1972.